# Mooney Aviation Company
Mooney Aviation Company, Inc. (MAC, v preteklosti "Mooney Aircraft Company") je ameriški proizvajalec visokosposobnih športnih letal. Podjetje je ustanovil Albert Mooney skupaj z njegovim bratom Arthurjem leta 1929. Sedež podjetja je v kraju Kerrville v zvezni državi Teksas. Podjetje je v preteklosti večkrat bankrotiralo in spremenilo lastnike, trenutno je v lasti kitajskega Soaring America Corporation. 
Mooneyevo letalo M20TN Acclaim Type S je s hitrostjo 242 vozlov (448 km/h) najhitrejše civilno enomotorno batnognano letalo.
Mooney je znan po aerodinamičnih in hitrih letalih. 

## Letala
- Mooney 301
- Mooney A2
- Mooney M10 Cadet
- Mooney M10T
- Mooney M10J
- Mooney M-18 Mite
- Mooney M20
- Mooney M22 Mustang
- Mooney TX-1